# ミナミカワトンボ科
ミナミカワトンボ科(ミナミカワトンボか、Euphaeidae Selys)は、トンボ目均翅亜目に属する昆虫の群である。見かけ上はやや小型のカワトンボであるが、系統的には特異な位置を占める。
形態的にはまず普通のカワトンボである。しかし翅の構造には原始的な特徴が強い。後翅は前翅よりやや短い。鮮やかな体色や翅を持つものも多い。
全く異なるのが幼虫の姿である。カワトンボのそれが細長い体をしているのに対して、この類のものは前後に短く、やや扁平な姿をしており、むしろヒラタカゲロウに似ている。尾鰓は太くて短い。さらに、腹面に対をなした糸状の鰓（腹側鰓）を持つのが大きな特徴である。節足動物の体はその体節ごとに対をなす付属肢を持つのが基本であり、多くの群ではそれが体の部位ごとに変形している。昆虫の場合、胸部の三対の付属肢が歩脚として発達し、腹部のそれは退化傾向が強く、全く出現しないものもある。トンボ目がこれで、この群以外では幼虫でも成虫でもそれにあたる器官が一切存在しない。この群の腹側鰓は付属肢由来の器官と考えられ、それが存在することは、この群がこの類の中で特に原始的な形質を残すことを示すものと考えられる。
ほとんどは山間の渓流域に生息する。
東アジアから東南アジアにかけて、11属58種が知られ、日本では以下の2属のものが分布する。
- ミナミカワトンボ属　Euphaea
- ヒメカワトンボ属　Bayadera